# سسنا تی-۳۷ تویت
سسنا تی-۳۷ تویت (به انگلیسی: Cessna T-37 Tweet) یک هواپیمای جت آموزشی دو موتوره ساختِ کارخانهٔ سسنا در کشور ایالات متحده آمریکا است که در سال ۱۹۵۵–۱۹۷۵ ساخته شد. این هواگرد برای نخستین بار در ۱ اکتبر ۱۹۵۴ میلادی مورد استفاده قرار گرفت.